# Jarkowice

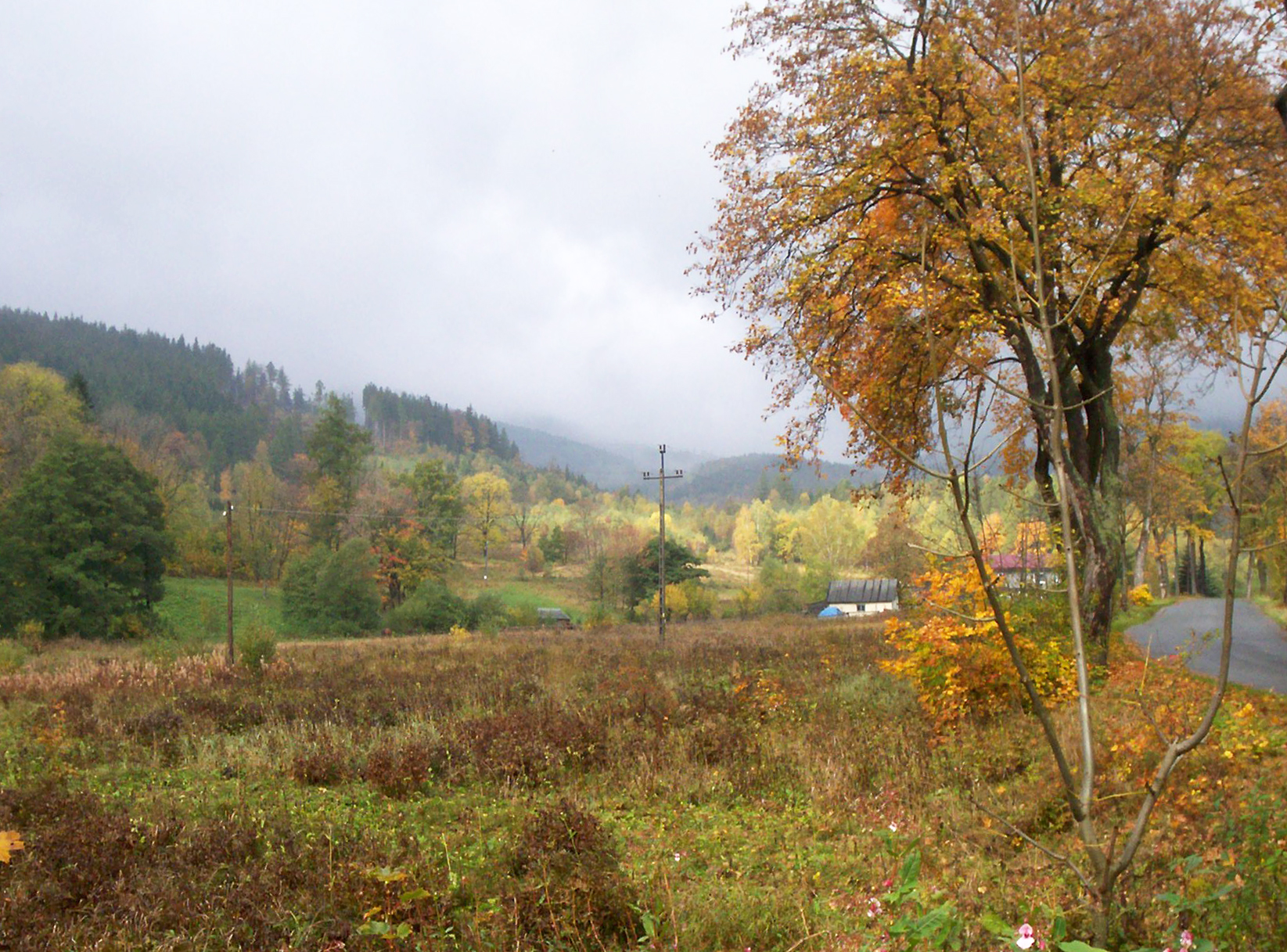
Blick auf Jarkowice

Jarkowice (deutsch Städtisch Hermsdorf) ist ein Ort in der Stadt- und Landgemeinde Lubawka im Powiat Kamiennogórski der Woiwodschaft Niederschlesien in Polen.

## Geographie
Jarkowice liegt im Rehorngebirge, sieben Kilometer westlich von Lubawka (Liebau) und 11 Kilometer südwestlich von Kamienna Góra (Landeshut). Durch den Ort verläuft die Wojewodschaftsstraße 369, die von Lubawka (Liebau) nach Kowary (Schmiedeberg) verläuft. Westlich von Jarkowice verläuft die Grenze zu Tschechien. Die 1602 m hohe Śnieżka (Schneekoppe) 1602 liegt etwa 12 km westlich.
Nachbarorte sind Paczyn (Petzelsdorf) im Norden, Paprotki (Hartau städtisch), Miszkowice (Michelsdorf) und Bukówka (Buchwald) im Osten, und Szczepanów im Südosten sowie Opawa (Oppau) und Niedamirów (Kunzendorf) im Südwesten. Südöstlich liegt das Erholungsgebiet „Jezioro Bukówka“.

## Geschichte
Das Gebiet um Hermsdorf gehörte zunächst zu Böhmen und gelangte im 13. Jahrhundert an Herzog Bolko I. von Schweidnitz. Nach dem Tod des Herzogs Bolko II. fiel es 1368 zusammen mit dem Herzogtum Schweidnitz wiederum an die Krone Böhmen, wobei Bolkos Witwe Agnes bis zu ihrem Tod 1392 ein Nießbrauch zustand.
Nach dem Ersten Schlesischen Krieg fiel Hermsdorf 1742 zusammen mit dem größten Teil Schlesiens an Preußen. Nach der Neugliederung Preußens 1815 gehörte es zur Provinz Schlesien und war ab 1816 dem Landkreis Landeshut eingegliedert, mit dem es bis 1945 verbunden blieb. Zur Unterscheidung von anderen gleichlautenden Ortsnamen erhielt es den Zusatz „Städtisch“. Es bildete eine eigene Landgemeinde und gehörte mit Städtisch Hartau, Michelsdorf und Petzelsdorf zum Amtsbezirk Städtisch Hermsdorf, dem 1936 auch die Gemeinde Buchwald eingegliedert wurde. 1939 lebten 951 Einwohner in Hermsdorf.
Als Folge des Zweiten Weltkriegs fiel Hermsdorf 1945 wie fast ganz Schlesien an Polen und wurde in Jarkowice umbenannt. Die deutsche Bevölkerung wurde – soweit sie nicht vorher geflohen war – vertrieben. Die neu angesiedelten Bewohner waren teilweise Zwangsumgesiedelte aus Ostpolen, das an die Sowjetunion gefallen war. Wegen der abgelegenen Lage wurden nachfolgend zahlreiche Häuser und Gehöfte dem Verfall preisgegeben.
1975–1998 gehörte Jarkowice zur Woiwodschaft Jelenia Góra.